# Buddy Budson
Buddy Budson (* um 1950) ist ein US-amerikanischer Jazzmusiker (Piano, Arrangement, Komposition).

## Leben und Wirken
Budson trat bereits als Jugendlicher in Detroiter Clubs auf; 1973 spielte er in der Buddy Rich Bigband, mit der er in England, Australien und den Vereinigten Staaten auf Tourneen ging (The Roar of 1974). Anschließend tourte er mit Earl Klugh und The Four Tops. In den folgenden Jahren arbeitete er u. a. mit Henry Mancini, Mel Tormé, Sammy Davis, Jr., Marlena Shaw, Charles McPherson, Terry Gibbs, Buddy DeFranco und Steve Turre; ferner komponierte er für Film und Fernsehen sowie als Arrangeur für Bigbands. Regelmäßig gastierte er auf dem Detroit International Jazz Festival; gemeinsam trat er auch mit seiner Frau, der Sängerin Ursula Walker auf. Er unterrichtete im Detroiter Schulsystem und an der University of Michigan, der Michigan State University und an der Wayne State University. Mit seinem Sextett spielte er das Album On With Their Heads ein. Budson wurde mit dem  Metro Times Jazz Award und dem Teddy Harris, Jr. Legendary Award der Detroit Metro Area Musicians and Entertainers Association aufgezeichnet. Im Bereich des Jazz war er zwischen 1973 und 2008 an sieben Aufnahmesessions beteiligt u. a. mit Marion Hayden.